# Ємельниця
Ємельниця (пол. Jemielnica, нім. Himmelwitz) — село в Польщі, у гміні Ємельниця Стшелецького повіту Опольського воєводства.
Населення — 3525 осіб (2011).

## Демографія
Демографічна структура станом на 31 березня 2011 року:
|          | Загалом | Допрацездатний вік | Працездатний вік | Постпрацездатний вік |
| -------- | ------- | ------------------ | ---------------- | -------------------- |
| Чоловіки | 1728    | 289                | 1276             | 163                  |
| Жінки    | 1797    | 287                | 1177             | 333                  |
| Разом    | 3525    | 576                | 2453             | 496                  |